# 12-я стрелковая дивизия внутренних войск НКВД СССР
12-я Орджоникидзевская стрелковая дивизия внутренних войск НКВД СССР — воинское формирование (соединение) внутренних войск НКВД СССР, участвовавшее в Великой Отечественной войне.

## История
Дивизия образована 10 августа 1942 года приказом Главного управления внутренних войск, приказ об образовании дивизии был зачитан 15 августа комендантом города Орджоникидзе полковником Г. М. Януковичем. Первым командиром дивизии стал генерал-майор В. И. Киселёв.
В состав дивизии вошли управление, Особый полк НКВД, 34-й мотострелковый полк внутренних войск, 26-й Краснознамённый пограничный полк, 169-й стрелковый полк внутренних войск, 273-й стрелковый полк внутренних войск. Помимо всего, в дивизии были шесть батальонов: миномётный, разведывательный, истребительный, сапёрный, связи и медико-санитарный.
Дивизия участвовала в обеспечении обороны города Орджоникидзе и его района. В декабре 1942 года Особый полк дивизии во главе с батальонным политруком дивизии М. В. Запрейко совершил диверсионный рейд, разгромив под Хурзуком крупный гитлеровский отряд. 18 марта 1943 года дивизия была переименована в Отдельную стрелковую дивизию ВВ НКВД, которая участвовала в прорыве «Голубой линии» на Тамани.
В оперативном подчинении дивизии с ноября 1942 года по 19 января 1943 года находился 290-й отдельный Новороссийский Краснознамённый стрелковый полк внутренних войск НКВД СССР.
29 марта 1944 года 12-я Орджоникидзевская стрелковая дивизия была переименована в 9-ю.
В октябре 1944 года 9-я стрелковая дивизия была расформирована, личный состав обращен на формирование Сводной стрелковой дивизии.
В январе 1945 года Сводная стрелковая дивизия была переименована в 64-ю стрелковую дивизию, подчинена в оперативном отношении начальнику войск НКВД по охране тыла 1-го Белорусского фронта.

## Командиры
- Киселёв, Василий Иванович,  генерал-майор — командир дивизии (с 10.08.1942)[4]
- Милаков Михаил Павлович[5], подполковник — начальник штаба дивизии (на 06.10.1942)[6]
- Кириллов Александр Иванович[7] бриг. комиссар — военком дивизии (на 06.10.1942)[6]

## Отличившиеся воины дивизии
- Барбашёв, Пётр Парфёнович, младший сержант, командир отделения автоматчиков 34-го мотострелкового полка.
- Кузнецов, Иван Лазаревич, старший лейтенант, командир батареи 34-го мотострелкового полка.